# Microtabanus
Microtabanus is een vliegengeslacht uit de familie van de dazen (Tabanidae).

## Soorten
- M. pygmaeus (Williston, 1887)